# Julie Vinter Hansen
Julie Marie Vinter Hansen (Copenaghen, 20 luglio 1890 – Mürren, 27 luglio 1960) è stata un'astronoma danese.

## Biografia
Nel 1915, mentre studiava all'Università di Copenaghen, fu ingaggiata come computer all'osservatorio dell'Università. Nell'era pre-elettronica, i computer erano persone che lavoravano facendo calcoli manuali sotto la direzione degli astronomi. Fu la prima donna ad ottenere un incarico all'Università di Copenaghen. In seguito fu nominata assistente all'osservatorio e, nel 1922, osservatrice. Inoltre le fu assegnato l'incarico di editrice del Nordisk Astronomisk Tidsskrift, e in seguito divenne direttrice dell'ufficio telegrammi dell'Unione Astronomica Internazionale e curatrice delle sue circolari.
Nel 1939 divenne il primo astronomo dell'Osservatorio dell'Università di Copenaghen, dove si fece notare per il suo accurato calcolo delle orbite di pianeti minori e comete. Nello stesso anno ricevette il Tagea Brandt Rejselegat, assegnato alle donne distintesi nelle arti o nella scienza, grazie al quale intraprese un tour attraverso gli Stati Uniti e il Giappone.
Ottenne una Martin Kellogg Fellowship presso l'Università della California che le permise di lavorare negli Stati Uniti, e nel 1940 ricevette il Premio Annie Jump Cannon per l'astronomia. Fu nominata Cavaliere dell'Ordine del Dannebrog nel 1956 e lavorò presso l'Università di Copenaghen fino al 1960, anno in cui morì pochi giorni prima del suo pensionamento nella sua residenza montana di Mürren, in Svizzera. Il pianeta minore 1544 Vinterhansenia, scoperto dall'astronoma finlandese Liisi Oterma negli anni '40 porta il suo nome.